# Nanani
Infren da Conceição David Matola znany jako Nanani (ur. 8 lutego 1996 w Matoli) – mozambicki piłkarz grający na pozycji prawego obrońcy. Od 2019 jest zawodnikiem klubu UD Songo.

## Kariera klubowa
Swoją karierę piłkarską Nanani rozpoczął w klubie Grupo Desportivo de Maputo. W sezonie 2015 zadebiutował w jego barwach w pierwszej lidze mozambickiej. W latach 2017–2018 grał w Liga Desportiva de Maputo, a w 2019 przeszedł do UD Songo. W 2019 roku został z nim wicemistrzem kraju oraz zdobył Puchar Mozambiku. W 2022 roku wywalczył mistrzostwo.

## Kariera reprezentacyjna
W reprezentacji Mozambiku Nanani zadebiutował 29 maja 2018 roku w wygranym 3:0 meczu Pucharu COSAFA 2018 z Komorami, rozegranym w Polokwane. W 2024 roku powołano go do kadry na Puchar Narodów Afryki 2023. Rozegrał w nim dwa mecze, grupowe z Republiką Zielonego Przylądka (0:3) i z Ghaną (2:2).